# Neal Adams (cestista)
Howard O'Neal Adams, detto Neal (El Paso, 21 gennaio 1919 – Sand Springs, 27 ottobre 1998), è stato un cestista statunitense, professionista nella NBL.

## Carriera
Giocò per una stagione nella NBL, disputando 13 partite con 0,7 punti di media.